# 临汾站
临汾站，位于中华人民共和国山西省临汾市尧都区，是同蒲铁路上的火车站，始建于1935年，由中国铁路太原局集团侯马车务段管辖。

## 歷史
- 始建于1935年。
- 1992年，随着南同蒲铁路复线改造工程，临汾站也进行了改造。车站由原先的仅一层候车室扩建为两层。
- 车站于2018年10月至2019年3月进行了升级改造工程，主要进行了主楼的翻新和一、二楼候车室的重修。

## 車站周邊
- 临汾城西客运站
- 中国工商银行临汾火车站支行
- 7天连锁酒店临汾火车站店
- 格林豪泰酒店临汾店
- 临汾市第二小学
- 中国建设银行临汾车站街支行
- 万里大酒店
- 铁路体育馆
- 临汾市第四人民医院
- 临汾市建筑规划设计院

## 外部連結
- 中国铁路客户服务中心（页面存档备份，存于）